# 兵頭秀一
兵頭 秀一（ひょうどう しゅういち、1965年4月11日 - ）は、日本の実業家、株式会社ちかなり代表取締役。元東京経済大学体育会バドミントン部監督。元青梅市バドミントン代表監督。人事制度コンサルタント。就職コンサルタント。プロカメラマン。堀切めだか創業者。政治活動家。政治団体「夢党（ゆとう）」幹事長（党創設メンバー）

## 来歴・人物
大学卒業後、株式会社いなげやへ入社。人事部で新卒採用の責任者を5シーズン務めた経験を活かし、2004年に株式会社ダイナムに新卒採用部門の責任者として入社。同社では1年で600人以上の大卒を採用するという業界史上最大規模の新卒採用プロジェクトの責任者を務めた。その後ITベンチャーなど計4社で採用責任者を歴任後、IT企業で出会ったエンジニア数名とともに2007年に就職サイト合説どっとこむを創業。2008年に株式会社ちかなりを設立した。同社で運営する「面接力養成就活講座」では企画・構成・主任講師として東京・大阪を拠点に毎年2000人以上の学生の就職活動を支援している。また2013年11月現在国内ではファン数No1のバドミントン情報Facebookページ「Badland」を2011年に創設。2018年までに記者兼カメラマンとして世界選手権を含むバドミントンの国際大会8か国での海外撮影取材経験がある。2020年にはレストラン季旬、BAR茶林、メダカ専門店「堀切めだか」を開業。

## 著書
- 「受かる面接、落ちる面接 人事経験者だけが知る採用と不採用の境界線」（2017年12月、あさ出版）

## 出演番組

### テレビ
- ニュースJAPAN（2011年10月17日、フジテレビ）
- 大橋未歩のシューカツ魂!（2011年12月4日、テレビ東京）
- NHKニュースおはよう日本（2012年4月19日、NHK）
- ハートネットTV（2012年7月2日、NHK教育テレビジョン）
- ねづっちぃ散歩X （2020年10月後半放送、J:COM）
- Mr.サンデー（2021年4月18日、フジテレビ）
- あさチャン!（2021年5月14日、TBSテレビ）
- スーパーJチャンネル （2021年6月2日・2023年8月2日、2024年7月31日、テレビ朝日）
- 月曜から夜ふかし （2021年8月24日、日本テレビ）
- テイバンタイムズ （2021年8月29日、BS朝日）
- THE TIME,（2021年10月11日、TBSテレビ）
- ZIP!（2021年10月13日・2023年3月9日、日本テレビ）
- 噂の!東京マガジン （2021年10月24日・2022年8月7日、BS-TBS）
- 羽鳥慎一モーニングショー（2021年11月4日、テレビ朝日）
- モヤモヤさまぁ〜ず2（2021年11月13日、テレビ東京）
- 出没!アド街ック天国（2022年6月18日、テレビ東京）
- news every.（2022年8月16日・24日、日本テレビ）
- ワールドビジネスサテライト（2022年9月17日、テレビ東京）
- Live News イット!（2023年3月8日、フジテレビ）
- めざましテレビ（2023年3月9日・7月27日、フジテレビ）
- グッド!モーニング （2023年3月9日、8月15日、テレビ朝日）
- Nスタ（2023年8月16日、TBSテレビ）
- 櫻井・有吉THE夜会（2023年10月12日、TBSテレビ）
- 吉田類の酒場放浪記 （2024年12月22日、BS-TBS）

### ラジオ
- 知ってる? シューカツ 〜【はたらく】を考えるライブトーク番組（2013年5月4日、北九州シティエフエム）
- シンクロのシティ（2017年6月22日、TOKYO FM）
- 天職への道（2018年4月～1年間、毎月1回第一土曜日放送、コミュニティFMミュージックバードパワーアップモーニングサンデー
- 脱サラへの道（2020年10月～半年間、毎月1回第一土曜日放送、コミュニティFMミュージックバードパワーアップモーニングサンデー
- GOOD NEIGHBORSMORI BUILDING TOKYO PASSPORT（J-WAVE、2021年6月22日）